# Drugi turniej kwalifikacyjny na igrzyska olimpijskie dla Ameryki Środkowej i Północnej w boksie 1996
Turniej bokserski, rozgrywany w kwietniu 1996 roku, w mieście Halifax (Kanada). Dwa pierwsze miejsca na podium zapewniały zawodnikom udział na letnich igrzyskach olimpijskich rozgrywanych w Atlancie. 
Podani zostali zatwierdzeni finaliści.

## Zawodnicy na podium
| Kategoria wagowa               | I miejsce              | II miejsce         | III miejsce                    |
| Waga papierowa (-48 kg)        | Geovany Baca           | Domenic Figliomeni | Juan Calderón                  |
| Waga musza (-51 kg)            | Martín Castillo        | Omar Adorno        |                                |
| Waga kogucia (-54 kg)          | Claude Lambert         | Samuel Álvarez     |                                |
| Waga piórkowa (-57 kg)         | Tyson Gray             | John Kelman        | Franklin Frias Carlos Escobedo |
| Waga lekka (-60 kg)            | Alexander Trujillo     | Miguel Mojica      | Holbrook Storr Rolando Duran   |
| Waga lekkopółśrednia (-63,5kg) | Carlos Martínez        | Jacobo Garcia      | Ricardo King                   |
| Waga półśrednia (-67 kg)       | Jesús Flores           | Rogelio Martínez   | Chris Nembhard                 |
| Waga lekkośrednia (-71 kg)     | Sean Black             | Kurt Sinette       | Greg Griffith Mario Jiménez    |
| Waga średnia (-75 kg)          | Rowan Donaldson        | Juan López         | Adrian Brown Kenny Stubbs      |
| Waga półciężka (-81 kg)        | Troy Ross              | Enrique Flores     | Ronn Rodgers                   |
| Waga superciężka (+91 kg)      | Jean-François Bergeron | Sherman Williams   | Michael Sprott Moises Rolon    |